# The Grim Comedian
The Grim Comedian er en amerikansk stumfilm fra 1921 af Frank Lloyd.

## Medvirkende
- Phoebe Hunt som Marie Lamonte
- Jack Holt som Harvey Martin
- Gloria Hope som Dorothy
- Bert Woodruff som Old Dad
- Laura La Varnie som Gracie Moore
- May Hopkins som Billie Page
- John Harron som Geoffrey Hutchins